# Produktionsabgabe
Bei Produktionsabgaben wird zwischen „Gütersteuern“ und „sonstigen Produktionsabgaben“ unterschieden. 
Gütersteuern sind pro Einheit einer produzierten oder gehandelten Ware oder Dienstleistung zu bezahlen. Zum einen können sie als ein bestimmter Geldbetrag pro Mengeneinheit festgesetzt werden (→ Mengensteuer), zum anderen wertbezogen, d. h. als bestimmter Prozentsatz des Preises pro Einheit oder des Wertes der den Gegenstand der Transaktion bildenden Ware oder Dienstleistungen (→ Wertsteuer).
Gemäß dem Europäischen System Volkswirtschaftlicher Gesamtrechnungen (ESVG) umfassen sonstige Produktionsabgaben sämtliche Steuern, die von Unternehmen aufgrund ihrer Produktionstätigkeit – unabhängig von der Menge oder dem Wert der produzierten oder verkauften Güter – zu entrichten sind. Zahlbar sind sie auf Grund und Boden, das Anlagevermögen, die eingesetzten Arbeitskräfte oder auf bestimmte Tätigkeiten und Transaktionen. Unter anderem können das sein: die Gewerbesteuer, die Grundsteuer, die Kfz-Steuer sowie die MwSt-Unterkompensation infolge des Pauschalierungssystems.